# 야스오카정
야스오카정(安岡町)은 야마구치현 도요우라군에 설치되었던 정이다. 현재의 시모노세키시에 해당한다.